# McDougal Filling Station
McDougal Filling Station, situada na 443956 E. State Highway 60, perto de Vinita, Oklahoma, foi construída em 1941. Foi inscrito no Registo Nacional de Locais Históricos em 2004.
Trata-se de um edifício com estrutura de madeira e "revestimento de pedra distinto", construído por volta de 1941 na Route 66.